# バンカーヒル・コミュニティ・カレッジ
バンカーヒル・コミュニティ・カレッジ (Bunker Hill Community College) は、アメリカ合衆国マサチューセッツ州ボストン近くのチャールズタウンに存在する2年制のコミュニティ・カレッジである。
7,000人以上の多種多様な学生によって構成される大学で、マサチューセッツ・コミュニティ・カレッジ・ネットワーク (Massachusetts community colleges network) のひとつ。
第二キャンパスをマサチューセッツ州内のチェルシーに置き、そのほかにもいくつかのサテライトキャンパスをボストンに持つ。
1973年にチャールストン・キャンパスを、バンカーヒル周辺の州刑務所跡地（アメリカ独立戦争のボストン包囲戦、バンカーヒルの戦いが行われた場所）に開いたのが始まり。
卒業生がさまざまな有名大学への編入を果たしていることや、その革新的な通信教育や労働者への大学教育の成果が認められ、地元市民からも支持を得てきている。
映画『グッド・ウィル・ハンティング/旅立ち』の作中で、ロビン・ウィリアムズ演ずるショーン・マクガイアが講師として教鞭を取った場所としても知られる。